# Kaschgaria
Kaschgaria  Poljakov, 1957 è un genere di piante angiosperme dicotiledoni della famiglia delle Asteraceae, sottofamiglia Asteroideae, tribù Anthemideae (Asian-southern African grade) e sottotribù Artemisiinae.

## Etimologia
Il nome scientifico del genere è stato definito dal botanico Pëtr Petrovič Poljakov (1902-1974) nella pubblicazione "Botaničeskie materialy Gerbarija Botaničeskogo Instituta Imeni V. L. Komarova Akademii Nauk  ( Bot. Mater. Gerb. Bot. Inst. Komarova Akad. Nauk S.S.S.R. 18: 282 ) del 1957.

## Descrizione
Portamento. Le specie di questa genere sono subarbusti. L'indumento consiste in brevi peli di tipo stellato.
Fusto. La parte aerea in genere è eretta, semplice o ramosa. 
Foglie. Le foglie lungo il caule sono disposte in modo alterno e sessile con lamine intere o poco lobate.
Infiorescenza. Le sinflorescenze sono formate da pochi capolini raccolti in panicoli allungati. Le infiorescenze vere e proprie sono composte da un piccolo capolino terminale peduncolato di tipo disciforme eterogamo. I capolini sono formati da un involucro, con forme cilindriche, composto da diverse brattee, al cui interno un ricettacolo fa da base ai fiori di due tipi: fiori del raggio e fiori del disco. Le brattee, piatte e a consistenza erbacea, sono disposte in modo più o meno embricato su più serie (da 2 a 4). Il ricettacolo, conico, è sprovvisto di pagliette avvolgenti la base dei fiori. Le brattee al margine sono scariose.
Fiori.  I fiori sono tetra-ciclici (formati cioè da 4 verticilli: calice – corolla – androceo – gineceo) e pentameri (calice e corolla formati da 5 elementi). Si distinguono in:
- fiori del raggio (esterni): da 3 a 5 per capolino; sono femminili fertili e sono disposti su una serie; sono più o meno filiformi e zigomorfi;
- fiori del disco (centrali): sono più numerosi con forme brevemente tubulose (attinomorfe); sono ermafroditi e fertili.

- Formula fiorale:

*/x K {\displaystyle \infty }, [C (5), A (5)], G 2 (infero), achenio
- Calice: i sepali del calice sono ridotti ad una coroncina di squame.

- Corolla:

- fiori del raggio: la forma della corolla in genere è stretta e termina in 2 - 3 lobi; la superficie ha dei peli stellati;
- fiori del disco: la forma è tubulare bruscamente divaricata in 5 lobi; i lobi, patenti o eretti, hanno una forma deltata con all'apice dei peli stellati; il colore in genere è giallo.

- Androceo: l'androceo è formato da 5 stami (alternati ai lobi della corolla) sorretti da filamenti generalmente liberi e sottili; gli stami sono connati e formano un manicotto circondante lo stilo. Le antere possono essere sia di tipo basifissa che medifissa (ossia attaccate al filamento per la base – nel primo caso; oppure in un punto intermedio – nel secondo caso).[12] Questa caratteristica ha valore tassonomico in quanto distingue i generi gli uni dagli altri. Le basi delle antere sono ottuse; le appendici sono lanceolate. Il tessuto endoteciale (rivestimento interno dell'antera) non è polarizzato. Il polline è sferico con un diametro medio di circa 25 micron;  è tricolporato (con tre aperture sia di tipo a fessura che tipo isodiametrica o poro) ed è più o meno echinato (con punte sporgenti).

- Gineceo: l'ovario è infero uniloculare formato da 2 carpelli. Lo stilo (il recettore del polline) è profondamente bifido (con due stigmi divergenti) e con le linee stigmatiche marginali separate o contigue. I due bracci dello stilo hanno una forma troncata e possono essere papillosi o ricoperti da ciuffi di peli.

Frutti. I frutti sono degli acheni senza pappo. Gli acheni hanno una forma obovoide; l'apice in genere è arrotondato. Il pericarpo è privo delle cellule mucillaginifere e sacche di resina.

## Biologia
Impollinazione: l'impollinazione avviene tramite insetti (impollinazione entomogama tramite farfalle diurne e notturne).

Riproduzione: la fecondazione avviene fondamentalmente tramite l'impollinazione dei fiori (vedi sopra).

Dispersione: i semi (gli acheni) cadendo a terra sono successivamente dispersi soprattutto da insetti tipo formiche (disseminazione mirmecoria). In questo tipo di piante avviene anche un altro tipo di dispersione: zoocoria. Infatti gli uncini delle brattee dell'involucro (se presenti) si agganciano ai peli degli animali di passaggio disperdendo così anche su lunghe distanze i semi della pianta. Inoltre per merito del pappo (se presente) il vento può trasportare i semi anche a distanza di alcuni chilometri (disseminazione anemocora).

## Distribuzione e habitat
Le specie di questo genere sono distribuite in Asia centrale.

## Sistematica
La famiglia di appartenenza di questa voce (Asteraceae o Compositae, nomen conservandum) probabilmente originaria del Sud America, è la più numerosa del mondo vegetale, comprende oltre 23.000 specie distribuite su 1.535 generi, oppure 22.750 specie e 1.530 generi secondo altre fonti (una delle checklist più aggiornata elenca fino a 1.679 generi). La famiglia attualmente (2021) è divisa in 16 sottofamiglie; la sottofamiglia Asteroideae è una di queste e rappresenta l'evoluzione più recente di tutta la famiglia.

### Filogenesi
Il gruppo di questa voce è descritto nella tribù Anthemideae, una delle 21 tribù della sottofamiglia Asteroideae). In base alle ultime ricerche nella tribù sono stati individuati (provvisoriamente) 4 principali lignaggi (o cladi): "Southern hemisphere grade", "Asian-southern African grade", "Eurasian grade" e "Mediterranean clade". Il genere  Kaschgaria  (insieme alla sottotribù Artemisiinae) è incluso nel clade Asian-southern African grade..
Da un punto di vista filogenetico il genere  Kaschgaria , nell'ambito della sottotribù, è posizionato in un clade politomico formato da quattro gruppi: (1) Artemisia Group; (2) Ajania Group; (3) generi Mausolea, Turaniphytum, Phaeostigma ; (4) generi Kaschgaria e Tridactylina (questi due ultimi generi formano un "gruppo fratello").. Tuttavia studi ancora più recenti hanno rivelato che Kaschgaria è nidificato, con un forte supporto, all'interno del genere Artemisia. Dalle analisi risulta che la specie Kaschgaria komarovii è più o meno "basale" all'interno del subg. Dracunculus (Besser) Rydb e insieme alla specie Artemisia salsoloides forma un "gruppo fratello". In tassonomie precedenti il genere di questa voce era descritto all'interno del "Handelia Group".
I caratteri distintivi del genere sono:
- l'indumento è formato da peli stellati;
- i fiori femminili esterni sono provvisti di una evidente corolla.

Il numero cromosomico delle specie di questo genere è: 2n = 18.
In base all'"orologio molecolare" questo genere ha iniziato a divergere tra 3 e 2 milioni di anni fa insieme ai generi Brachanthemum e Sphaeromeria .

### Elenco delle specie
Questo genere ha 2 specie:
- Kaschgaria brachanthemoides (C.Winkl.) Poljakov
- Kaschgaria komarovii  (Krasch. & Rubtzov) Poljakov